# Мабаан-дюмдюм
Мабаан-дюмдюм — нилотские языки в Судане. Это диалектный континуум с присущими бурунскими языками — дюмдюм и мабаан:
Дюмдюм (Berin, Olga, Wadega) — язык, на котором говорят на территориях Вадега, Джебелс-Тунга, Терта, на южносуданской границе на западе округа Курмук штата Голубой Нил в Судане, а также на территории суданской границы на северо-востоке округа Мабаан штата Верхний Нил в Южном Судане.
Мабаан (Barga, Gura, Maaban, Meban, Southern Burun, Tonko, Tungan, Ulu) — язык, на котором говорит народ маба (мабаан) в округе Мабаан штата Верхний Нил в Судане. У языка мабаан есть взаимная понимаемость с некоторыми южными диалектами бурун.
Алфавит языка дюмдюм: A a, Ä ä, B b, C c, D d, Ḍ ḍ, E e, G g, H h, I i, Ï ï, J j, K k, L l, M m, N n, Ṇ ṇ, Ñ ñ, Ŋ ŋ, O o, P p, R r, T t, Ṭ ṭ, U u, Ü ü, W w, Y y.